# Marco Bernacci
Marco Bernacci (Cesena, 15 dicembre 1983) è un allenatore di calcio ed ex calciatore italiano, di ruolo attaccante.

## Carriera

### Inizi
Bernacci muove i primi passi nel mondo del calcio in una delle tante squadre del suo quartiere, la Pol. Forza Vigne, la stessa da nella quale ha iniziato a giocare Gianni Comandini. Messosi subito in luce nel ruolo di attaccante, nonostante il fisico estremamente esile, viene prelevato dal settore giovanile del Cesena. È con la maglia della squadra della sua città che debutta nel mondo del calcio professionistico, in Serie C1, nella stagione 2001-2002.

### Cesena
Nel 2002-2003 scende in campo 21 volte, segnando 4 reti (le prime da professionista). Nella stagione 2003-2004, Fabrizio Castori lo rende il perno dell'attacco bianconero, al fianco di Simone Cavalli: sono 6 le reti messe a segno, di cui l'ultima realizzata al Romeo Neri di Rimini, nel derby d'andata dei play-off per la promozione in serie Serie B. Gioca anche la finale di Lumezzane (21 le presenze totali) che regala al Cesena il salto di categoria.
Il 9 settembre 2004 Bernacci debutta in Serie B, in Cesena-Triestina 1-0. Il ritorno in Serie B dei bianconeri segna un punto di svolta anche per il giocatore, che diventa titolare nella squadra e pedina fondamentale. Chiude il suo primo anno di cadetteria con 33 presenze e 6 reti all'attivo.
Nella stagione 2005-2006 mette a segno 10 reti in 39 presenze.

### Il passaggio al Mantova
Bernacci passa al Mantova con la formula della comproprietà (1500000 €) firmando un contratto che lo legherà alla società del presidente Lori sino al giugno 2011, squadra che, dopo la finale-play off dell'annata precedente, punta di nuovo alla promozione alla massima serie.
Il 13 gennaio 2007 ha favorito l'autogoal di Robert Kovač grazie al quale la sua squadra è riuscita a vincere contro la Juventus costringendola alla prima sconfitta della propria storia nel campionato di Serie B. Da ricordare anche la doppietta con la quale permette al Mantova di battere il Cesena con 4-3 dell'andata: in polemica con i suoi ex tifosi che ignora nonostante lo striscione di incitamento, esulta platealmente. Il rapporto con Domenico Di Carlo, allenatore virgiliano, degenera dopo poche giornate, e la seconda parte del campionato si chiude nel quasi totale anonimato.

### L'esperienza all'Ascoli
Nell'estate del 2007 il Mantova ricede la propria percentuale al Cesena per (1500000 €). Il Cesena a sua volta lo vende all'Ascoli che acquista la metà del cartellino (1400000 €). Ad Ascoli diventa nuovamente il protagonista dell'attacco, mettendosi in luce per i tanti gol (senza battere i rigori) messi a segno. Contro il Cesena mette a segno due reti nel 5-2 dell'andata, ed una in quella di ritorno, condannando i romagnoli alla retrocessione in Serie C, nonostante il cartellino sia ancora per metà di proprietà della squadra della sua città.

### Il passaggio al Bologna
Nell'estate 2008 il Cesena e l'Ascoli sono ancora comproprietari del cartellino del giocatore, e dopo alcune affermazioni in chiave pro cesenate:
(Marco Bernacci - Corriere Romagna, 25 ottobre 2007)
il giocatore sceglie i colori rossoblu firmando un contratto quinquennale, richiesto espressamente dal suo amico e corregionale romagnolo Arrigoni. Al Bologna fatica inizialmente a trovare spazio, chiuso da Di Vaio e Marazzina, ma con l'arrivo del nuovo allenatore Siniša Mihajlović inizialmente riesce a ritagliarsi un ruolo da titolare e riesce a segnare il primo gol in Serie A nel 5-2 al Torino del 14 dicembre 2008 su calcio di rigore. Ma le difficoltà per l'attaccante non sono finite, l'arrivo di Pablo Osvaldo e alcune prestazioni pessime l'hanno spinto ai margini della squadra titolare.

### Il ritorno ad Ascoli
Dopo la stagione al Bologna, il 31 luglio 2009 viene ceduto all'Ascoli sulla base del prestito con diritto di riscatto. L'Ascoli, nonostante i 15 gol segnati, non lo riscatta e il giocatore torna al Bologna per l'estate 2010.

### Il trasferimento al Torino ed il momentaneo ritiro
Il 20 agosto 2010 il Bologna lo cede al Torino in uno scambio di prestiti con il difensore Matteo Rubin., ma il 26 agosto, giorno successivo all'esordio in maglia granata nella prima partita di campionato contro il Varese persa 2-1, per motivi strettamente personali, si ritira temporaneamente dal calcio giocato, rimanendo sempre sotto contratto con il Torino, ma con la sospensione degli emolumenti.

### Modena, Livorno e Bellaria
Il 16 giugno 2011 il giocatore afferma di voler ritornare al calcio giocato e l'8 luglio 2011 viene acquistato dal Modena con la formula del prestito.
Gioca la sua prima partita, seppur non ufficiale, in maglia canarina, disputando 25 minuti nell'amichevole di Fiumalbo contro l'Empoli, poi persa per 0-1 con gol di Francesco Tavano..
Gioca la sua prima partita ufficiale nel 3º turno di Coppa Italia 2011-2012 nella vittoria dei Canarini contro la Reggina per 2-1.
Ridotto ai margini della rosa canarina, l'11 gennaio 2012 viene ufficializzato il suo passaggio in prestito al Livorno nell'operazione che porta Romano Perticone in prestito al Modena.
Il 31 marzo sigla la sua prima rete contro il Gubbio, gara vinta per 2 a 1 per gli 'amaranto.
Nell'ultima partita di campionato Livorno-Grosseto 2-0 riesce a siglare una rete e conquista la salvezza con il Livorno.
Tornato al Bologna, il successivo 4 luglio rescinde il suo contratto con la squadra emiliana
Il 31 agosto 2012, ultimo giorno di calciomercato, da svincolato firma per il Bellaria Igea Marina in Seconda Divisione.

### Il passaggio al Forlì, il ritorno al Bellaria e la Serie D
Il 9 luglio 2013 viene ingaggiato dal Forlì calcio firmando un contratto di due anni. Il 22 luglio 2014 ritorna al Bellaria, in Serie D.
Il 16 luglio 2015 si trasferisce alla Ribelle, formazione militante in Serie D.

### Tre Fiori
Dopo aver militato per due stagioni con la squadra romagnola, il 28 luglio 2017 passa al Tre Fiori, militante nel campionato sammarinese.

### Nazionale
Il 7 aprile 2004 viene convocato nella Nazionale Under-20, esordendo nella gara contro i pari età della Turchia.

## Statistiche

### Presenze e reti nei club
| Stagione                    | Squadra                     | Campionato                  | Campionato | Campionato | Coppe nazionali | Coppe nazionali | Coppe nazionali | Coppe continentali | Coppe continentali | Coppe continentali | Altre coppe | Altre coppe | Altre coppe | Totale | Totale |
| Stagione                    | Squadra                     | Comp                        | Pres       | Reti       | Comp            | Pres            | Reti            | Comp               | Pres               | Reti               | Comp        | Pres        | Reti        | Pres   | Reti   |
| --------------------------- | --------------------------- | --------------------------- | ---------- | ---------- | --------------- | --------------- | --------------- | ------------------ | ------------------ | ------------------ | ----------- | ----------- | ----------- | ------ | ------ |
| 2001-2002                   | Cesena                      | C1                          | 1          | 0          | CI-C            | -               | -               | -                  | -                  | -                  | -           | -           | -           | 1      | 0      |
| 2002-2003                   | Cesena                      | C1                          | 21         | 4          | CI-C            | 3               | 2               | -                  | -                  | -                  | -           | -           | -           | 24     | 6      |
| 2003-2004                   | Cesena                      | C1                          | 21+4       | 6+1        | CI+CI-C         | 1+8             | 0+5             | -                  | -                  | -                  | -           | -           | -           | 34     | 12     |
| 2004-2005                   | Cesena                      | B                           | 33         | 6          | CI              | 3               | 2               | -                  | -                  | -                  | -           | -           | -           | 36     | 8      |
| 2005-2006                   | Cesena                      | B                           | 39+2       | 10         | CI              | 3               | 0               | -                  | -                  | -                  | -           | -           | -           | 44     | 10     |
| Totale Cesena               | Totale Cesena               | Totale Cesena               | 115+6      | 26+1       |                 | 18              | 9               |                    | -                  | -                  |             | -           | -           | 139    | 36     |
| 2006-2007                   | Mantova                     | B                           | 31         | 6          | CI              | 2               | 0               | -                  | -                  | -                  | -           | -           | -           | 33     | 6      |
| 2007-2008                   | Ascoli                      | B                           | 38         | 16         | CI              | 4               | 0               | -                  | -                  | -                  | -           | -           | -           | 42     | 16     |
| 2008-2009                   | Bologna                     | A                           | 13         | 1          | CI              | 1               | 0               | -                  | -                  | -                  | -           | -           | -           | 14     | 1      |
| 2009-2010                   | Ascoli                      | B                           | 35         | 15         | CI              | 2               | 0               | -                  | -                  | -                  | -           | -           | -           | 37     | 15     |
| Totale Ascoli               | Totale Ascoli               | Totale Ascoli               | 73         | 31         |                 | 6               | 0               |                    | -                  | -                  |             | -           | -           | 79     | 31     |
| 2010-2011                   | Torino                      | B                           | 1          | 0          | CI              | 0               | 0               | -                  | -                  | -                  | -           | -           | -           | 1      | 0      |
| 2011-gen. 2012              | Modena                      | B                           | 14         | 1          | CI              | 2               | 0               | -                  | -                  | -                  | -           | -           | -           | 16     | 1      |
| gen.-giu. 2012              | Livorno                     | B                           | 15         | 2          | CI              | -               | -               | -                  | -                  | -                  | -           | -           | -           | 15     | 2      |
| 2012-2013                   | Bellaria Igea Marina        | 2D                          | 25         | 8          | CI-LP           | 1               | 0               | -                  | -                  | -                  | -           | -           | -           | 26     | 8      |
| 2013-2014                   | Forlì                       | 2D                          | 18+4       | 3          | CI-LP           | 2               | 0               | -                  | -                  | -                  | -           | -           | -           | 24     | 3      |
| 2014-2015                   | Bellaria Igea Marina        | D                           | 25         | 10         | CI-D            | 1               | 1               | -                  | -                  | -                  | -           | -           | -           | 26     | 11     |
| Totale Bellaria Igea Marina | Totale Bellaria Igea Marina | Totale Bellaria Igea Marina | 50         | 18         |                 | 2               | 1               |                    | -                  | -                  |             | -           | -           | 52     | 19     |
| 2015-2016                   | Ribelle                     | D                           | 30         | 11         | CI-D            | 0               | 0               | -                  | -                  | -                  | -           | -           | -           | 30     | 11     |
| 2016-2017                   | Ribelle                     | D                           | 26+1       | 9+1        | CI-D            | 1               | 0               | -                  | -                  | -                  | -           | -           | -           | 28     | 10     |
| Totale Ribelle              | Totale Ribelle              | Totale Ribelle              | 56+1       | 20+1       |                 | 1               | 0               |                    | -                  | -                  |             | -           | -           | 58     | 21     |
| 2017-2018                   | Tre Fiori                   | CD                          | 11         | 10         | CT              | 2               | 2               | -                  | -                  | -                  | -           | -           | -           | 13     | 12     |
| Totale carriera             | Totale carriera             | Totale carriera             | 408        | 120        |                 | 36              | 12              |                    | -                  | -                  |             | -           | -           | 444    | 132    |

### Cronologia presenze e reti in nazionale
| Cronologia completa delle presenze e delle reti in nazionale ― Italia under 20 | Cronologia completa delle presenze e delle reti in nazionale ― Italia under 20 | Cronologia completa delle presenze e delle reti in nazionale ― Italia under 20 | Cronologia completa delle presenze e delle reti in nazionale ― Italia under 20 | Cronologia completa delle presenze e delle reti in nazionale ― Italia under 20 | Cronologia completa delle presenze e delle reti in nazionale ― Italia under 20 | Cronologia completa delle presenze e delle reti in nazionale ― Italia under 20 | Cronologia completa delle presenze e delle reti in nazionale ― Italia under 20 |
| Data                                                                           | Città                                                                          | In casa                                                                        | Risultato                                                                      | Ospiti                                                                         | Competizione                                                                   | Reti                                                                           | Note                                                                           |
| ------------------------------------------------------------------------------ | ------------------------------------------------------------------------------ | ------------------------------------------------------------------------------ | ------------------------------------------------------------------------------ | ------------------------------------------------------------------------------ | ------------------------------------------------------------------------------ | ------------------------------------------------------------------------------ | ------------------------------------------------------------------------------ |
| 7-4-2004                                                                       | Cuneo                                                                          | Italia under 20                                                                | 1 – 0                                                                          | Turchia under 20                                                               | Amichevole                                                                     | -                                                                              | 63’                                                                            |
| Totale                                                                         |                                                                                | Presenze                                                                       | 1                                                                              |                                                                                | Reti                                                                           | 0                                                                              |                                                                                |

### Statistiche da allenatore
Statistiche aggiornate al 17 marzo 2025. In grassetto le competizioni vinte.
| Stagione        | Squadra         | Campionato      | Campionato | Campionato | Campionato | Campionato | Coppe nazionali | Coppe nazionali | Coppe nazionali | Coppe nazionali | Coppe nazionali | Coppe continentali | Coppe continentali | Coppe continentali | Coppe continentali | Coppe continentali | Altre coppe | Altre coppe | Altre coppe | Altre coppe | Altre coppe | Totale | Totale | Totale | Totale | % Vittorie | Piazzamento |
| Stagione        | Squadra         | Comp            | G          | V          | N          | P          | Comp            | G               | V               | N               | P               | Comp               | G                  | V                  | N                  | P                  | Comp        | G           | V           | N           | P           | G      | V      | N      | P      | %          | Piazzamento |
| --------------- | --------------- | --------------- | ---------- | ---------- | ---------- | ---------- | --------------- | --------------- | --------------- | --------------- | --------------- | ------------------ | ------------------ | ------------------ | ------------------ | ------------------ | ----------- | ----------- | ----------- | ----------- | ----------- | ------ | ------ | ------ | ------ | ---------- | ----------- |
| mar.-mag. 2022  | Gambettola      | Prom.           | 10+2       | 4+2        | 4          | 2          | CI-Prom.        | -               | -               | -               | -               | -                  | -                  | -                  | -                  | -                  | -           | -           | -           | -           | -           | 12     | 6      | 4      | 2      | 50,00      | Sub., 4º    |
| 2022-2023       | Gambettola      | Prom.           | 30         | 22         | 4          | 4          | CI-Prom.        | 4               | 3               | 1               | 0               | -                  | -                  | -                  | -                  | -                  | -           | -           | -           | -           | -           | 34     | 25     | 5      | 4      | 73,53      | 1º (prom.)  |
| 2023-2024       | Gambettola      | Ecc.            | 34+1       | 16         | 10         | 8+1        | CI-Ecc.         | 7               | 5               | 0               | 2               | -                  | -                  | -                  | -                  | -                  | -           | -           | -           | -           | -           | 42     | 21     | 10     | 11     | 50,00      | 4º          |
| 2024-mar. 2025  | Gambettola      | Ecc.            | 30         | 10         | 8          | 12         | CI-Ecc.+CI-Dil. | 7+2             | 5+0             | 2+1             | 0+1             | -                  | -                  | -                  | -                  | -                  | -           | -           | -           | -           | -           | 39     | 15     | 11     | 13     | 38,46      | Eson.       |
| Totale carriera | Totale carriera | Totale carriera | 107        | 54         | 26         | 27         |                 | 20              | 13              | 4               | 3               |                    | -                  | -                  | -                  | -                  |             | -           | -           | -           | -           | 127    | 67     | 30     | 30     | 52,76      |             |

## Palmarès

### Club

#### Competizioni nazionali
- Coppa Italia Serie C: 1

Cesena: 2003-2004

### Allenatore

#### Competizioni regionali
- Promozione: 1

Gambettola: 2022-2023 (girone E)
- Coppa Italia Dilettanti Emilia-Romagna: 1

Gambettola: 2024-2025